# 红盖鳞毛蕨
红盖鳞毛蕨（学名：Dryopteris erythrosora），为鳞毛蕨科鳞毛蕨属下的一个植物种。